# Zygfryd Kuliński

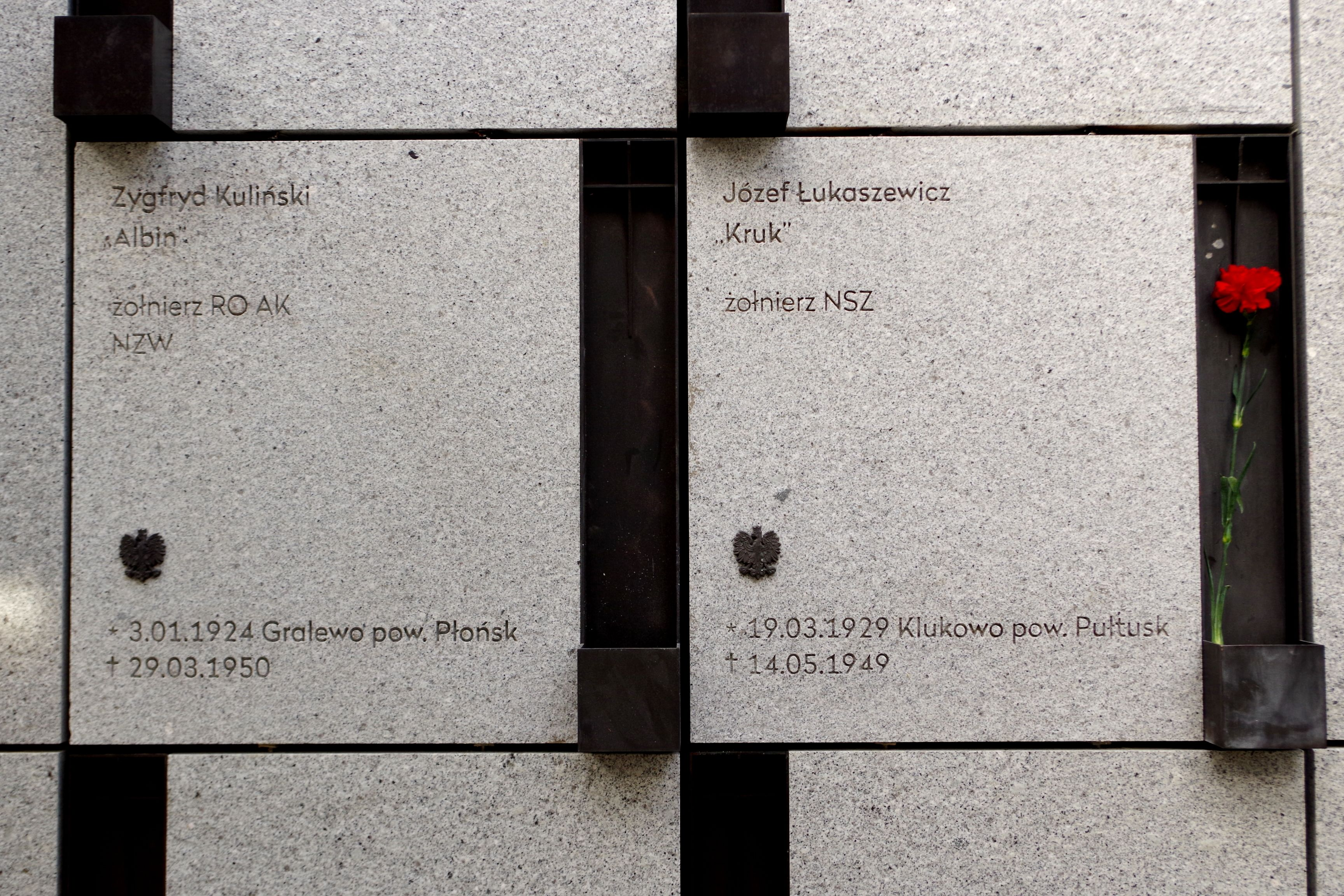
Groby Zygfryda Kulińskiego ps. „Albin” i Józefa Łukaszewicza ps. „Walek” w Panteonie – Mauzoleum Wyklętych-Niezłomnych na Cmentarzu Wojskowym na Powązkach w Warszawie.

Zygfryd Kuliński, ps. Albin (ur. 3 stycznia 1924 w Gralewie, zm. 29 marca 1950 w Warszawie) – rolnik, żołnierz Ruchu Oporu Armii Krajowej i Narodowego Zjednoczenia Wojskowego.

## Życiorys
Był synem Jana i Anastazji z Grudów.
Po zakończeniu wojny wstąpił do ROAK. Służył w oddziale por. Franciszka Majewskiego „Słonego”. Od 19 listopada 1947 roku w strukturach XI Grupy Operacyjnej NSZ. Został przydzielony do NZW (oddział Wiktora Stryjewskiego „Cacki” działający na terenie powiatów: Lipno, Mława, Płock, Płońsk, Rypin i Sierpc). Oddział przeprowadził w latach 1946–1949 wiele akcji przeciw placówkom UB i MO.
Zygfryd Kuliński został ujęty 8 lutego 1949 roku w Gałkach po walce z grupą operacyjną KBW i UB rozgorzałej w wyniku obławy urządzonej przez milicjantów i funkcjonariuszy PUBP z Płocka, Płońska, Sierpca oraz żołnierzy Korpusu Bezpieczeństwa Wewnętrznego. Ranny, został przewieziony do Warszawy i poddany brutalnemu śledztwu.
29 września 1949 roku Wojskowy Sąd Rejonowy w Warszawie skazał go na karę śmierci. Decyzją z 7 lutego 1950 roku Najwyższy Sąd Wojskowy utrzymał wyrok w mocy, a Prezydent Rzeczypospolitej Polskiej Bolesław Bierut nie skorzystał z prawa łaski. Wyrok wykonano 29 marca 1950 roku w więzieniu przy ul. Rakowieckiej w Warszawie, wraz z innymi partyzantami z oddziału „Cacki”: Wacławem Michalskim „Gałązką”, Sewerynem Orylem „Kanciastym”, Stanisławem Konczyńskim „Kundą” oraz Karolem Rakoczym „Bystrym”.
Szczątki Zygfryda Kulińskiego odnaleziono latem 2012 roku w kwaterze „na Łączce” Cmentarza Wojskowego na Powązkach w Warszawie, o czym Rada Ochrony Pamięci Walk i Męczeństwa, Pomorski Uniwersytet Medyczny w Szczecinie oraz Instytut Pamięci Narodowej powiadomiły 22 sierpnia 2013 roku.
Identyfikację szczątków przeprowadzili specjaliści z Polskiej Bazy Genetycznej Ofiar Totalitaryzmów.